# Coupe de Tunisie masculine de basket-ball 2020-2021
Navigation
Coupe de Tunisie 2019-2020 Coupe de Tunisie 2021-2022
La coupe de Tunisie 2020-2021 est la 65e édition de la coupe de Tunisie masculine de basket-ball, compétition à élimination directe mettant aux prises des clubs de basket-ball amateurs et professionnels affiliés à la Fédération tunisienne de basket-ball.

## Quarts de finale
| Date          | Équipe à domicile             | Équipe à l'extérieur           | Score |
| ------------- | ----------------------------- | ------------------------------ | ----- |
| 21 avril 2021 | Jeunesse sportive d'El Menzah | Union sportive monastirienne   | 67-81 |
| 21 avril 2021 | Club africain                 | Étoile sportive de Radès       | 64-62 |
| 21 avril 2021 | Ezzahra Sports                | Jeunesse sportive kairouanaise | 93-64 |
| 21 avril 2021 | Stade nabeulien               | Dalia sportive de Grombalia    | 68-62 |

## Demi-finales
| Date          | Équipe à domicile            | Équipe à l'extérieur | Score |
| ------------- | ---------------------------- | -------------------- | ----- |
| 23 avril 2021 | Union sportive monastirienne | Stade nabeulien      | 73-58 |
| 23 avril 2021 | Club africain                | Ezzahra Sports       | 95-87 |

## Finale
| Date         | Lieu | Équipe à domicile            | Équipe à l'extérieur | Score  |
| ------------ | ---- | ---------------------------- | -------------------- | ------ |
| 1er mai 2021 | Sfax | Union sportive monastirienne | Club africain        | 104-61 |

- Points marqués :
  - Union sportive monastirienne : Omar Abada (40), Makrem Ben Romdhane (17), Firas Lahyani (10), Radhouane Slimane (9), Eskander Bhouri (9), Bilal Jaziri (5), Oussama Marnaoui (4), Wael Arakji (4), Mokhtar Ghayaza (3), Neji Jaziri (3)
  - Club africain : Amenallah Guizani (14), Lassaad Chouaya (13), Ahmed Addami (10), Hichem Zahi (7), Bechir Hadidane (6), Amine Maghrebi (5), Youssef Romdhane (4), Hassen Nasser (2)

## Champion
- Union sportive monastirienne
  - Président : Ahmed Belli
  - Entraîneur : Safouane Ferjani
  - Joueurs : Omar Abada, Neji Jaziri, Eskander Bhouri, Oussama Marnaoui, Radhouane Slimane, Firas Lahyani, Makrem Ben Romdhane, Wassef Methnani, Mokhtar Ghayaza, Ater Majok, Wael Arakji, Bilal Jaziri

## Équipe type de la finale[1]
| Récompense           | Joueur              | Club          |
| -------------------- | ------------------- | ------------- |
| Meilleur meneur      | Omar Abada          | US Monastir   |
| Meilleur arrière     | Amenallah Guizani   | Club africain |
| Meilleur ailier      | Radhouane Slimane   | US Monastir   |
| Meilleur ailier fort | Makrem Ben Romdhane | US Monastir   |
| Meilleur pivot       | Firas Lahyani       | US Monastir   |